# Seghir Mostefaï
Pour les articles homonymes, voir Seghir.
Seghir Mostefaï, né en 1926 à Bordj Bou Arreridj, en Algérie, est un avocat et haut responsable algérien. Diplômé en droit et économie de la Sorbonne, il est le gouverneur de la Banque d'Algérie pendant près de vingt ans.
Il a notamment joué un rôle clé dans la résolution de la crise des otages américains en Iran. Il meurt le 21 janvier 2016 à Alger,.

## Accords d'Évian
Seghir Mostefaï a été un des négociateurs des accords d'Évian, signés le 18 mars 1962 à Évian-les-Bains (Haute-Savoie, France), entre les représentants de la France et ceux du Gouvernement provisoire de la République algérienne (GPRA) mettant fin à la Guerre d'Algérie, chargé des questions économiques et financières.

## Banque Centrale d'Algérie
Seghir Mostefaï a préparé la création de la Banque centrale d'Algérie (BCA) dès l'indépendance de l'Algérie durant l'été 1962 et en a été le premier gouverneur jusqu'en 1981. Il a également immédiatement représenté l'Algérie au sein des institutions financières internationales, notamment FMI et Banque mondiale.
Le dinar algérien est émis dès 1964. À ce titre il a signé les premiers billets émis par l'Algérie. Dès les années 1970, l'Algérie a été le premier pays arabe et africain à imprimer sa monnaie. Il a également permis à plusieurs pays africains de se doter de leurs propres instituts d'émission et de créer leurs monnaies nationales.
En 1971, ses négociations avec la Réserve fédérale des États-Unis lui ont permis d'échanger des dollars contre or et de constituer le premier stock d'or de l'Algérie alors que les États-Unis avaient déjà décidé officieusement de mettre fin à la convertibilité or du dollar, intervenue officiellement par la décision du président Richard Nixon le 15 août 1971.
Au sein du Fonds monétaire international, Seghir Mostefaï a été à la fin de son mandat le doyen du conseil d'administration. Il a été un des trois fondateurs, du Groupe des 24, représentant les intérêts des pays de voie de développement face au pays du G8.

## Crise des otages américains en Iran
Dès le début de la crise des otages américains en Iran, plusieurs tentatives de négociation et missions secrètes de bons offices ont été menées par différentes personnalités, notamment Ramsey Clark (à la demande de Jimmy Carter), Olof Palme, Kurt Wadheim (en tant que Secrétaire général des Nations-Unies), Hilarion Capucci. Toutes ces tentatives ont échoué à cause de la complexité du problème des avoirs iraniens détenus dans les établissements financiers américains aux États-Unis et en Europe, gelés par les États-Unis depuis le 14 novembre 1979.
Le 2 novembre 1980, le parlement iranien fixe les conditions pour la libération des otages. La condition principale concerne la restitution des avoirs iraniens.
Fin 1980, les États-Unis et l'Iran acceptent une médiation algérienne. Une équipe composée des ambassadeurs d'Algérie aux États-Unis et en Iran, dirigée par le ministre des Affaires étrangères Mohamed Benyahia, se lance dans une navette diplomatique entre Washington et Téhéran pour simplement transmettre les messages entre les deux pays, d'où leur surnom dans la presse américaine de "mailmen" (les postiers).
Très vite, cette mission atteint ses limites, la négociation est totalement bloquée, les positions américaines et iraniennes étant trop éloignées et la délégation algérienne ne disposant d'aucune compétence pour intervenir dans ces négociations sur un contentieux  financier et juridique très complexe (dette iranienne, gel des avoirs iraniens aux États-Unis et dans les filiales européennes de banques américaines, transferts de stocks d'or et de titres). Le ministre des affaires étrangères fait alors appel à Seghir Mostefaï du fait de son expérience des arbitrages financiers entre États et des problèmes de créances et dettes souveraines. Il rejoint l'équipe des médiateurs, et permet finalement de mettre fin à la crise par les Accords d'Alger du 19 janvier 1981, en proposant un dispositif acceptable par les États-Unis et l'Iran et impliquant directement la Banque centrale d'Algérie : premièrement, la restitution d'une partie des avoirs iraniens et le règlement d'une partie de la dette iranienne auprès des créanciers américains par un mécanisme complexe de transferts bancaires à travers des comptes séquestres dont un compte de la Banque centrale d'Algérie ouvert auprès de la Banque d'Angleterre pour recevoir les fonds restitués par les États-Unis et un compte de l'État iranien ouvert auprès de la Banque centrale d'Algérie ; et deuxièmement en prévoyant la mise en place d'un tribunal arbitral chargé de traiter les différents litiges en suspens et à venir entre les deux pays (en).